# Aire d'attraction de Dijon
L'aire d'attraction de Dijon est un zonage d'étude défini par l'Insee pour caractériser l’influence de la commune de Dijon sur les communes environnantes. Publiée en octobre 2020, elle se substitue à l'aire urbaine de Dijon, qui comportait 290 communes dans le zonage de 2010.

## Définition
L'aire d'attraction d'une ville est composée d’un pôle, défini à partir de critères de population et d’emploi ainsi que d’une couronne constituée des communes dont au moins 15 % des actifs travaillent dans le pôle. Le pôle d’attraction constitue ainsi un point de convergence des déplacements domicile-travail,.

## Géographie
L’aire d'attraction de Dijon est une aire inter-régionale qui comporte 333 communes : 327 situées dans la Côte-d'Or, 4 dans la Haute-Saône et 2 dans la Haute-Marne. 

### Carte

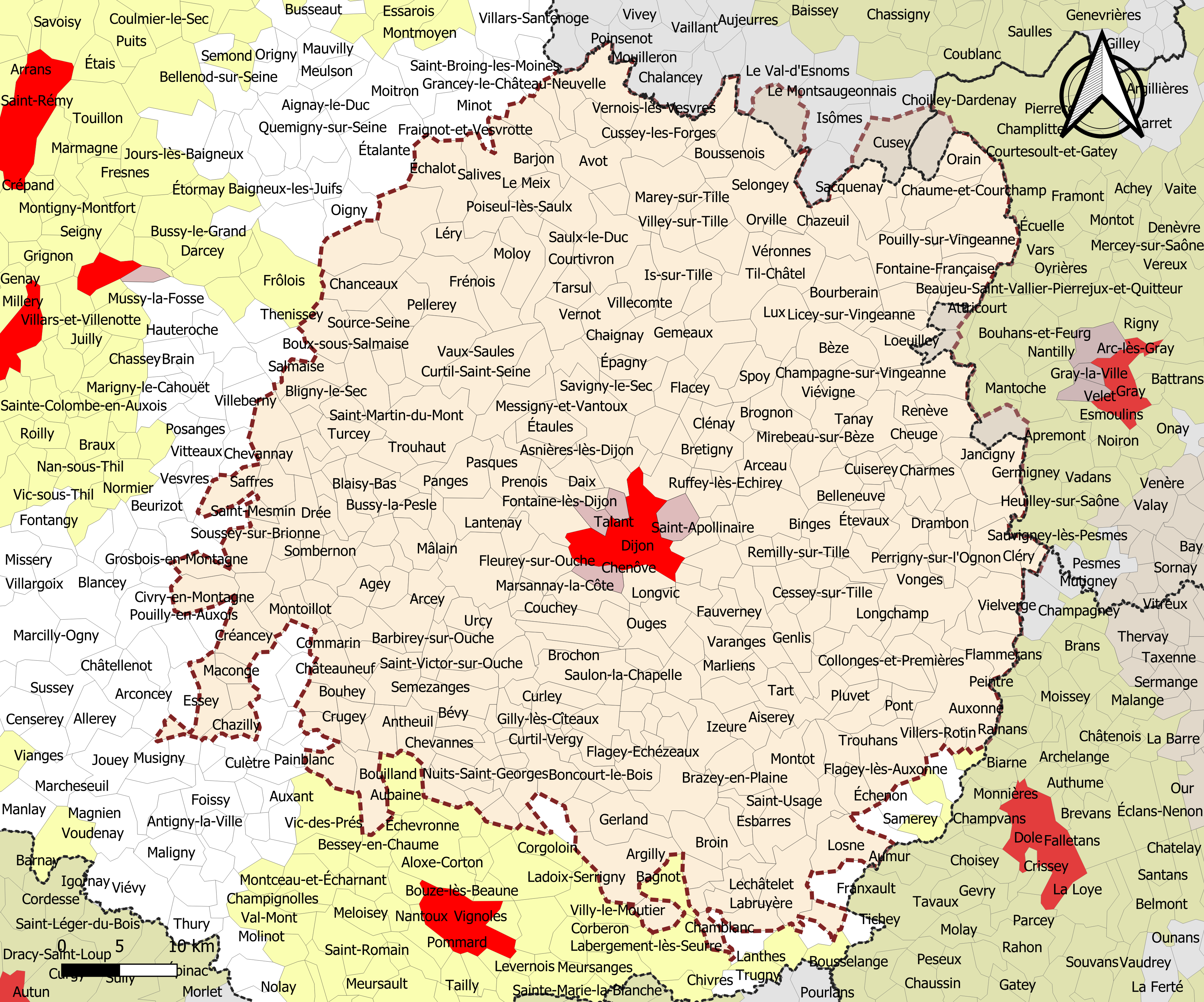
Carte de l'aire d'attraction de Dijon.
Commune-centre
Commune du pôle principal
Commune de la couronne

### Composition communale
| Catégorie                  | Département | Communes | Communes |
| Catégorie                  | Département | Nombre   | Libellé |
| -------------------------- | ----------- | -------- | --- |
| Commune-centre             | Côte-d'Or   | 1        | Dijon. |
| Communes du pôle principal | Côte-d'Or   | 4        | Chenôve, Fontaine-lès-Dijon, Saint-Apollinaire, Talant. |
| Communes de la couronne    | Côte-d'Or   | 322      | Agencourt, Agey, Ahuy, Aiserey, Ancey, Antheuil, Arceau, Arcenant, Arcey, Arc-sur-Tille, Argilly, Asnières-lès-Dijon, Athée, Aubaine, Aubigny-en-Plaine, Aubigny-lès-Sombernon, Auvillars-sur-Saône, Auxonne, Avelanges, Avosnes, Avot, Barbirey-sur-Ouche, Barges, Barjon, Baulme-la-Roche, Beaumont-sur-Vingeanne, Beire-le-Châtel, Beire-le-Fort, Bellefond, Belleneuve, Bellenot-sous-Pouilly, Bessey-lès-Cîteaux, Bévy, Bèze, Bézouotte, Billy-lès-Chanceaux, Binges, Blagny-sur-Vingeanne, Blaisy-Bas, Blaisy-Haut, Source-Seine, Bligny-le-Sec, Boncourt-le-Bois, Bonnencontre, Bouhey, Bourberain, Boussenois, Brazey-en-Plaine, Bressey-sur-Tille, Bretenière, Bretigny, Brochon, Brognon, Broin, Broindon, Busserotte-et-Montenaille, Bussières, La Bussière-sur-Ouche, Bussy-la-Pesle, Cessey-sur-Tille, Chaignay, Chambeire, Chamblanc, Chambœuf, Chambolle-Musigny, Champagne-sur-Vingeanne, Champagny, Champdôtre, Champrenault, Chanceaux, Charencey, Charmes, Charrey-sur-Saône, Chaume-et-Courchamp, Chaux, Chazeuil, Chazilly, Cheuge, Chevannay, Chevannes, Chevigny-Saint-Sauveur, Cirey-lès-Pontailler, Civry-en-Montagne, Valforêt, Clénay, Cléry, Collonges-lès-Bévy, Collonges-et-Premières, Comblanchien, Corcelles-lès-Cîteaux, Corcelles-les-Monts, Couchey, Courlon, Courtivron, Couternon, Créancey, Crécey-sur-Tille, Crugey, Cuiserey, Curley, Curtil-Saint-Seine, Curtil-Vergy, Cussey-les-Forges, Daix, Dampierre-et-Flée, Darois, Détain-et-Bruant, Diénay, Drambon, Drée, Échalot, Échannay, Échenon, Échevannes, Échigey, Épagny, Épernay-sous-Gevrey, Esbarres, L'Étang-Vergy, Étaules, Étevaux, Fauverney, Fénay, Le Fête, Fixin, Flacey, Flagey-Echézeaux, Flammerans, Flavignerot, Fleurey-sur-Ouche, Foncegrive, Fontaine-Française, Fontenelle, Fraignot-et-Vesvrotte, Francheville, Frénois, Fussey, Gemeaux, Genlis, Gergueil, Gerland, Gevrey-Chambertin, Gilly-lès-Cîteaux, Gissey-sur-Ouche, Glanon, Grancey-le-Château-Neuvelle, Grenant-lès-Sombernon, Grosbois-en-Montagne, Hauteville-lès-Dijon, Heuilley-sur-Saône, Is-sur-Tille, Izeure, Izier, Jancigny, Labergement-Foigney, Labergement-lès-Auxonne, Labruyère, Lamarche-sur-Saône, Lamargelle, Lantenay, Lechâtelet, Léry, Licey-sur-Vingeanne, Longchamp, Longeault-Pluvault, Longecourt-en-Plaine, Longvic, Losne, Lux, Maconge, Magny-lès-Aubigny, Magny-Montarlot, Magny-Saint-Médard, Magny-sur-Tille, Les Maillys, Mâlain, Marandeuil, Marcellois, Marcilly-sur-Tille, Marey-lès-Fussey, Marey-sur-Tille, Marliens, Marsannay-la-Côte, Marsannay-le-Bois, Martrois, Maxilly-sur-Saône, Meilly-sur-Rouvres, Le Meix, Mesmont, Messanges, Messigny-et-Vantoux, Meuilley, Mirebeau-sur-Bèze, Moloy, Montagny-lès-Seurre, Montigny-Mornay-Villeneuve-sur-Vingeanne, Montmain, Montmançon, Montoillot, Montot, Morey-Saint-Denis, Neuilly-Crimolois, Noiron-sous-Gevrey, Noiron-sur-Bèze, Norges-la-Ville, Nuits-Saint-Georges, Oisilly, Orain, Orgeux, Orville, Ouges, Pagny-la-Ville, Pagny-le-Château, Panges, Pasques, Pellerey, Perrigny-lès-Dijon, Perrigny-sur-l'Ognon, Pichanges, Plombières-lès-Dijon, Pluvet, Poiseul-la-Grange, Poiseul-lès-Saulx, Poncey-lès-Athée, Poncey-sur-l'Ignon, Pont, Pontailler-sur-Saône, Pouilly-sur-Saône, Pouilly-sur-Vingeanne, Prâlon, Prenois, Quetigny, Quincey, Remilly-en-Montagne, Remilly-sur-Tille, Renève, Reulle-Vergy, Rouvres-en-Plaine, Rouvres-sous-Meilly, Ruffey-lès-Echirey, Sacquenay, Saffres, Saint-Anthot, Saint-Bernard, Saint-Hélier, Saint-Jean-de-Bœuf, Saint-Jean-de-Losne, Saint-Julien, Saint-Léger-Triey, Sainte-Marie-sur-Ouche, Saint-Martin-du-Mont, Saint-Maurice-sur-Vingeanne, Saint-Mesmin, Saint-Nicolas-lès-Cîteaux, Saint-Philibert, Saint-Sauveur, Saint-Seine-l'Abbaye, Saint-Seine-sur-Vingeanne, Saint-Usage, Saint-Victor-sur-Ouche, Salives, Salmaise, Saulon-la-Chapelle, Saulon-la-Rue, Saulx-le-Duc, Saussy, Savigny-le-Sec, Savigny-sous-Mâlain, Savolles, Savouges, Segrois, Selongey, Semarey, Semezanges, Sennecey-lès-Dijon, Soirans, Soissons-sur-Nacey, Sombernon, Spoy, Talmay, Tanay, Tarsul, Tart-le-Bas, Tart, Tellecey, Ternant, Thorey-en-Plaine, Thorey-sur-Ouche, Til-Châtel, Tillenay, Tréclun, Trochères, Trouhans, Trouhaut, Turcey, Urcy, Val-Suzon, Varanges, Varois-et-Chaignot, Vaux-Saules, Velars-sur-Ouche, Vernois-lès-Vesvres, Vernot, Véronnes, Verrey-sous-Drée, Verrey-sous-Salmaise, Veuvey-sur-Ouche, Vieilmoulin, Vielverge, Viévigne, Villars-Fontaine, Villebichot, Villecomte, Villers-la-Faye, Villers-les-Pots, Villers-Rotin, Villey-sur-Tille, Villotte-Saint-Seine, Villy-en-Auxois, Vonges, Vosne-Romanée, Vougeot. |
| Communes de la couronne    | Haute-Saône | 4        | Attricourt, Essertenne-et-Cecey, Lœuilley, Percey-le-Grand. |
| Communes de la couronne    | Haute-Marne | 2        | Cusey, Rivière-les-Fosses. |

## Démographie
Cette aire est catégorisée dans les aires de 200 000 à moins de 700 000 habitants, une catégorie qui regroupe 23,6 % de la population au niveau national.